# Associació Popular Regionalista
Associació Popular Regionalista (APC) fou una entitat nacionalista catalana fundada el 1895 per Ramon Folch i Capdevila, Josep Mallofré, Antoni Soyos, Francesc Curet i Bonaventura Rivera, joves estudiants i llicenciats seguidors de Joan Josep Permanyer i Ayats, Pere Aldavert i Martorell i Àngel Guimerà. Inicialment fou considerada com la branca jovenil del sector més ortodox de la Unió Catalanista i rèplica al Centre Escolar Catalanista. Editaren el diari Lo Regionalista.
Representaren la radicalització del moviment catalanista, però eren totalment contraris a participar en política i se centraren en el terreny doctrinal. Alhora, eren conservadors, força elitistes i es mantingueren al marge de la qüestió social. Aquest fet provocaria la marxa del seu cap Lluís Marsans i Sola el 1907, i aleshores es va dissoldre.